# Paul Barandon
Paul Gustav Louis Barandon (geboren 19. September 1881 in Kiel; gestorben 15. April 1971 in Wien) war ein deutscher Völkerrechtler und Diplomat im Deutschen Kaiserreich, während der Weimarer Republik und in der Zeit des Nationalsozialismus.

## Leben
Paul Barandon entstammte einer Hugenottenfamilie. Der Sohn des preußischen Vizeadmirals Carl Barandon besuchte das Gymnasium in Kiel und das Joachimsthalsche Gymnasium in Wilmersdorf und legte am Joachimsthalschen Gymnasium das Abitur ab. Das Jurastudium in Lausanne, München, Berlin und Kiel schloss er 1903 mit dem Referendarexamen und der Promotion ab. Nach dem Militärdienst trat er in den Justizdienst ein und wurde nach dem Assessorexamen 1909 bei der Dresdner Bank in London tätig.

### Die ersten drei Jahrzehnte der diplomatischen Laufbahn
Zum Jahresanfang 1910 erhielt er die Einberufung in den Auswärtigen Dienst. Er schlug die Laufbahn im konsularischen Dienst ein und erhielt einer erste Beschäftigung in der Abt. II (Handelspolitik). Ende des Jahres 1911 erhielt er den Charakter eines Vizekonsuls. Sein erster Auslandseinsatz führte ihn 1912 an die Gesandtschaft nach Rio de Janeiro und ein Jahr später nach Buenos Aires. Ende des Jahres wurde er aus dem Reichsdienst entlassen und erhielt daraufhin eine Beschäftigung im preußischen Justizdienst. August 1914 bis Januar 1918 war Barandon Soldat Ersten Weltkrieg, zuletzt im Rang eines Rittmeisters.
Von 1920 bis 1927 war er deutscher Vertreter beim deutsch-englischen Gemischten Schiedsgerichtshof in London, danach Mitglied des Völkerbundsekretariats in Genf. Von 1927 bis 1932 gehörte er der dortigen Rechtsabteilung an. Ab Februar 1933 war er wieder beim Auswärtigen Amt als stellvertretender Leiter der Rechtsabteilung beschäftigt. Auf sein Betreiben hin wurden Untersuchungen gegen Georg von Broich-Oppert geführt, weil dieser „nicht-arische“ Vorfahren hatte und dies in einer Erklärung im August 1934 verschwiegen hatte. Das Dienststrafverfahren wurde zwar eingestellt, Broich-Oppert aber 1935 in den einstweiligen Ruhestand versetzt.
Ab dem 26. Mai 1937 war Barandon Generalkonsul in Valparaíso. Zum 1. Juni 1937 trat er der NSDAP bei (Mitgliedsnummer 3.919.304). Nach Abbruch der diplomatischen Beziehungen zu Chile war er noch in Montevideo und Buenos Aires eingesetzt und kehrte im Juli 1941 nach Berlin zurück.

### Einsatz im Stab des Reichsbeauftragten in Dänemark
Zum November 1941 war er wieder im Auswärtigen Amt tätig und erhielt von dort eine Kommandierung nach Kopenhagen. Ab dem 15. Januar 1942 war er als Nachfolger Andor Henckes, im Stab des Reichsbevollmächtigten für das besetzte Dänemark. Dieses Amt hatte zu dieser Zeit noch Cécil von Renthe-Fink inne und Barandon wurde in dessen Stab Hauptabteilungsleiter für die außenpolitischen Fragen des besetzten Dänemarks. Kurz vor Barandons Eintreffen hatte das Deutsche Reich, mit Motivation, Überredung und politischen Druck gezwungen dem Antikominternpakt beizutreten. Die Folgen eines solchen erpresserischen Vorgehens und den dabei deutliche gewordenen Widerstand der Dänen hatte der neue Hauptabteilungsleiter gleich zu Beginn seiner Amtszeit auszubalancieren. Doch dabei blieb es nicht. Ein weiteres Schwerpunktthema seine Aufgabenbereiches war, so der Plan des Deutschen Reiches, Dänemark in den Aufbau und die Gestaltung der eroberten Ostgebiete einzubinden. Das betraf nicht nur wirtschaftspolitische Fragen, sondern auch Positionen der Be- und Umsiedlung von großen Menschengruppen, ausgerichtet am deutschen Muster der verfolgten NS-Rassenpolitik. In den Monaten ab April 1942 erhielten mehrere der dänischen Minister Einladungen durch Alfred Rosenberg, sich an den sogenannten Ostlandreisen zu beteiligen. Dem lagen Überlegungen zugrunde, dänische Unternehmen an der Ausbeutung der von Deutschland besetzten Gebiete zu beteiligen. Aus politischer Sicht war das ein Versuch, nicht nur die dänischen Positionen ihrer Neutralität zu untergraben, sondern auch, das Land in mögliche Kriegshandlungen hineinzuziehen. Um dem zu entgehen, hatte sich das dänische Außenministerium dafür ausgesprochen, alle weiteren Schritte nicht auf privatem Sektor, sondern nur mit dem beim Auswärtigen Amt in Berlin gebildeten Ostausschuss zu verhandeln. Bei den in den Folgemonaten geführten Gesprächen und gegenseitigen Besuchen in dieser Sache wurde immer deutlicher, dass keines der Institutionen des Deutschen Reiches bereit war Kompetenzen untereinander, noch weniger an Dänemark abgeben, geschweige die Finanzierung einer solchen „Zukunftsaufgabe“ zu übernehmen. Mit der sich dann ab Herbst 1942 ergebenden neuen Lage für die Beziehungen zwischen Deutschland und Dänemark waren auch in dieser Sache neue Rahmenbedingungen geschaffen, denen sich Barandon beugen musste.
Es war nur folgerichtig, dass es in absehbarer Zeit zu einem Austausch des Reichsbeauftragten, also des Dienstvorgesetzten von Barandon kommen musste, nachdem sich Adolf Hitler im September 1942 entschlossen hatte, eine neue Besatzungsstrategie gegenüber Dänemark zu verfolgen. Das neue Amt des Reichsbeauftragten übernahm ab November 1942 Werner Best, nunmehr eine Persönlichkeit aus dem internen Kreis der Vertrauten der SS, des Reichssicherheitshauptamtes (RSHA) und des Sicherheitsdienstes der NSDAP (SD). Zu diesem Zeitpunkt hatte er den Rang eines SS-Gruppenführers. Dieser Schritt war zugleich damit verbunden, den Einfluss genau dieser Kräfte und NS-Institutionen in der Besatzungspolitik wesentlich zu stärken. Mit Wirkung vom Oktober 1943 wurde zusätzlich zur Durchsetzung einer verschärften NS-Sicherheits- und NS-Terrorstrategie als Höherer SS- und Polizeiführer (HSSPF) Günther Pancke für Dänemark und die Führung dort eingesetzten Polizei- und Sicherheitsdienstkräfte verantwortlich gemacht. Das hatte eine wesentliche Verschärfung der Bekämpfung von Gegnern, aber auch Geiselerschießungen, kollektive Strafmaßnahmen gegen Unschuldige sowie die Taktik des „Gegenterrors“ zur Folge. Barandon hatte sich kritisch über die dabei angewandten Methoden der deutschen Gewaltherrschaft durch Pancke geäußert. Die Vertretung des Auswärtigen Amtes in Kopenhagen war auch an der Deportation der Juden beteiligt und am 17. September 1943 Empfänger eines von Werner von Grundherr, Otto von Erdmannsdorff und Andor Hencke paraphierten Schriftstückes, in dem „[d]er Reichsaußenminister“ die Vertretung ersuchte, „über die Art der Durchführung des Abtransports der Juden, der im Prinzip beschlossen ist, genaue Vorschläge zu machen“.
In seinem Aufgabengebiet in Kopenhagen wurde Barandon im Februar 1944 zum Gesandten I. Klasse ernannt. Neun Monate später kehrte er ins Auswärtige Amt zurück. Dort wurde er ab Januar 1945 als Verbindungsmann des Auswärtigen Amtes zum Oberkommando der Wehrmacht eingesetzt.

### Nachkriegszeit
Über seine Internierung und Entnazifizierung ist nichts bekannt. Nach Kriegsende wurde er noch Honorarprofessor für Völkerrecht an der Universität Hamburg. Von 1954 bis 1960 war er Ständiges Mitglied des Schiedgerichtshofes und der Gemischten Kommission nach dem Londoner Schuldenabkommen.

## Schriften
- Der § 437 BGB im Vergleiche zu den Rechtssätzen des gemeinen Rechts. Wigand, Leipzig 1903 (Dissertation).
- Das Kriegsverhütungsrecht des Völkerbundes. C. Heymann, Berlin 1933.
- Das System der politischen Staatsverträge seit 1918 (= Handbuch des Völkerrechts; Bd. 4: Völkerrecht und internationales politisches Staatensystem, Teilband 2). Kohlhammer, Stuttgart 1937.
- Die Vereinten Nationen und der Völkerbund in ihrem rechtsgeschichtlichen Zusammenhang. Rechts- und Staatswissenschaftlicher Verlag, Hamburg 1948.
- Die Rechtsstellung der internationalen Funktionäre. Forschungsstelle für Völkerrecht und ausländisches öffentliches Recht der Universität,  Hamburg 1950.
- Von Dünkirchen zum Atlantikpakt. Verlag für Recht und Gesellschaft, Basel 1950.